# Piscydy
Piscydy (SPI) – rój meteorów o radiancie w pobliżu Punktu Barana w gwiazdozbiorze Ryb. Maksimum roju przypada na 20 września. Jego aktywność jest średnia, obfitość wynosi 3 meteory/h. Meteory należące do roju są wolne, czerwonawe i często jasne. Ich prędkość wynosi 26 km/s. Pochodzenie Piscydów wiązane jest z kometą C/1908 R1 (Morehouse).
W 2007 roku decyzją Międzynarodowej Organizacji Meteorowej rój Piscydów wraz z innymi rojami ekliptycznymi został zastąpiony przez umowny rój Antyhelion.